# Ptolemaeus (inslagkrater)
Ptolemaeus is een oude inslagkrater op de maan, dicht bij het midden van de voorkant van de maan gelegen. De krater is genoemd naar Claudius Ptolemaeus, een Griekse astroloog, astronoom, geograaf, wiskundige en muziektheoreticus uit de eerste en tweede eeuw. De benaming Ptolemaeus werd gegeven door Giovanni Battista Riccioli . Eerder gaven Michael van Langren en Johannes Hevelius er respectievelijk de benamingen Innocentii X  (naar Paus Innocentius X) en Mons Sipylus  aan.

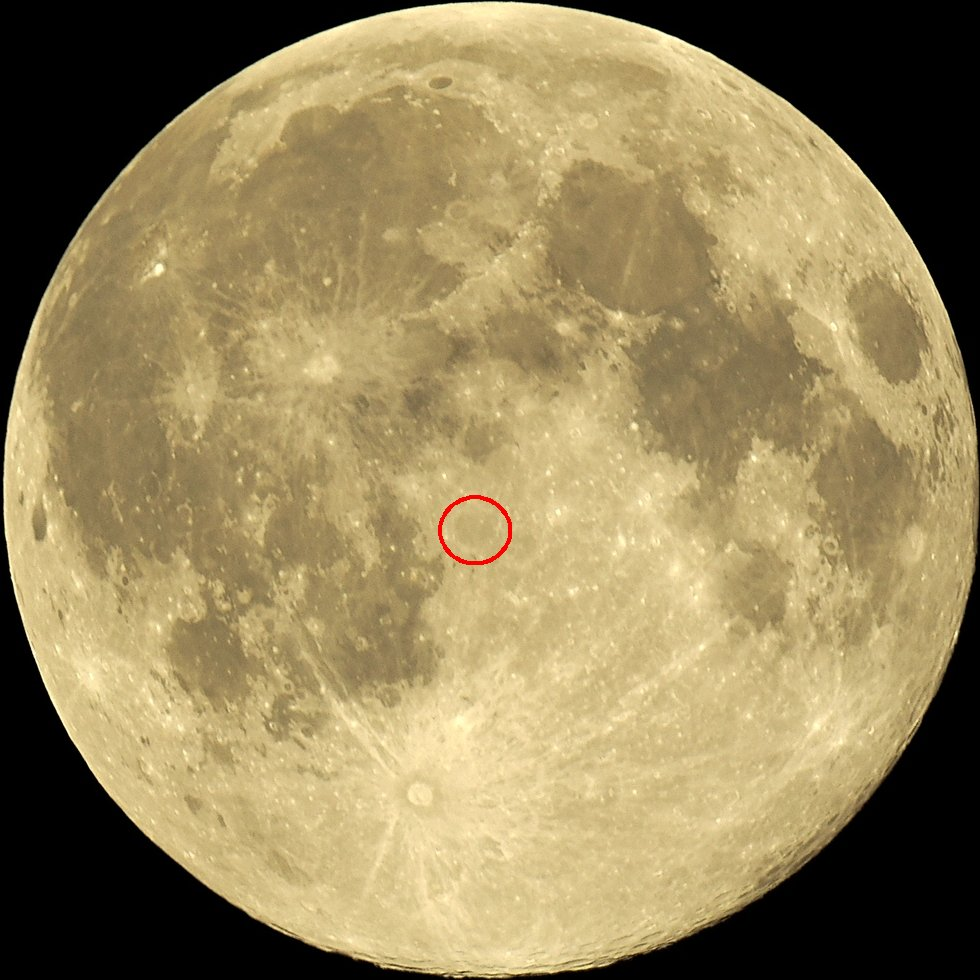
De locatie van Ptolemaeus op de maan

## Beschrijving
De krater heeft een doorsnede van 153 km. In het zuidzuidwesten zit Ptolemaeus met een stuk ruig onregelmatig terrein vast aan de kraterrand van Alphonsus en samen vormen ze een opvallende keten met Arzachel in het zuiden. In het zuidoosten ligt Albategnius en naar het noorden de kleinere, maar opvallende krater Herschel.
Het uiterlijk van Ptolemaeus wordt beter zichtbaar wanneer de zon de krater onder een lage hoek beschijnt bij eerste en laatste kwartier. Bij volle maan, wanneer de zon recht boven de krater staat, zijn details moeilijk te zien.
De krater heeft een lage, onregelmatige buitenste rand, die sterk verweerd is, met vele kleinere inslagkraters. De rand heeft een zichtbaar hoekige vorm, ofschoon die als geheel rond is. De hoogste piek aan de rand, Ptolemaeus Gamma (γ), heeft een hoogte van 2,9 km en bevindt zich aan de noordwestelijke rand. De krater heeft geen centrale piek, maar een door lava overstroomde vloer; een stralenkrans ontbreekt. Inslagplekken met deze vorm worden vaak aangeduid als walvlakte vanwege hun overeenkomst met maria.
De wat donkergekleurde bodem van Ptolemaeus bevat diverse spookkraters, die gevormd zijn toen lava oudere kraters overstroomde. De oude kraterranden verraden zich slechts door een lichte verhoging. Ze zijn moeilijk te zien, behalve bij een lage zonnestand. De kraterbodem bevat ook verscheidene kleinere komvormige kraters, de opvallendste en grootste daarvan is Ammonius in het noordoostelijke kwadrant. De spookkrater net ten noorden van de komvormige krater Ammonius is een ideaal testobject voor waarnemers met diverse soorten amateurtelescopen.
Aan beide kanten van deze krater bevinden zich rechte onregelmatige groeven of sneden in het maanoppervlak met een vallei-achtig uiterlijk. Deze groeven lopen ongeveer evenwijdig en komen uit de richting van Mare Imbrium in het noordnoordwesten. Ze werden gevormd kort na de inslag van het object dat het Imbriumbekken deed ontstaan.

## Satellietkraters
| Ptolemaeus | Breedtegraad | Lengtegraad | Doorsnede |
| ---------- | ------------ | ----------- | --------- |
| B          | 7,9° ZB      | 0,7° WL     | 17 km     |
| C          | 10,1° ZB     | 3,3° WL     | 3 km      |
| D          | 8,2° ZB      | 2,5° WL     | 4 km      |
| E          | 10,2° ZB     | 4,5° WL     | 32 km     |
| G          | 7,1° ZB      | 0,1° OL     | 7 km      |
| H          | 7,1° ZB      | 5,4° WL     | 7 km      |
| J          | 9,6° ZB      | 5,4° WL     | 5 km      |
| K          | 8,2° ZB      | 4,6° WL     | 8 km      |
| L          | 8,8° ZB      | 4,0° WL     | 4 km      |
| M          | 9,4° ZB      | 3,4° WL     | 3 km      |
| O          | 7,2° ZB      | 3,6° WL     | 5 km      |
| P          | 11,4° ZB     | 3,2° WL     | 4 km      |
| R          | 6,7° ZB      | 1,2° WL     | 6 km      |
| S          | 10,5° ZB     | 0,5° WL     | 4 km      |
| T          | 7,5° ZB      | 0,0° OL     | 7 km      |
| W          | 9,1° ZB      | 1,4° OL     | 4 km      |
| X          | 10,9° ZB     | 0,3° OL     | 4 km      |
| Y          | 9,3° ZB      | 0,7° OL     | 6 km      |

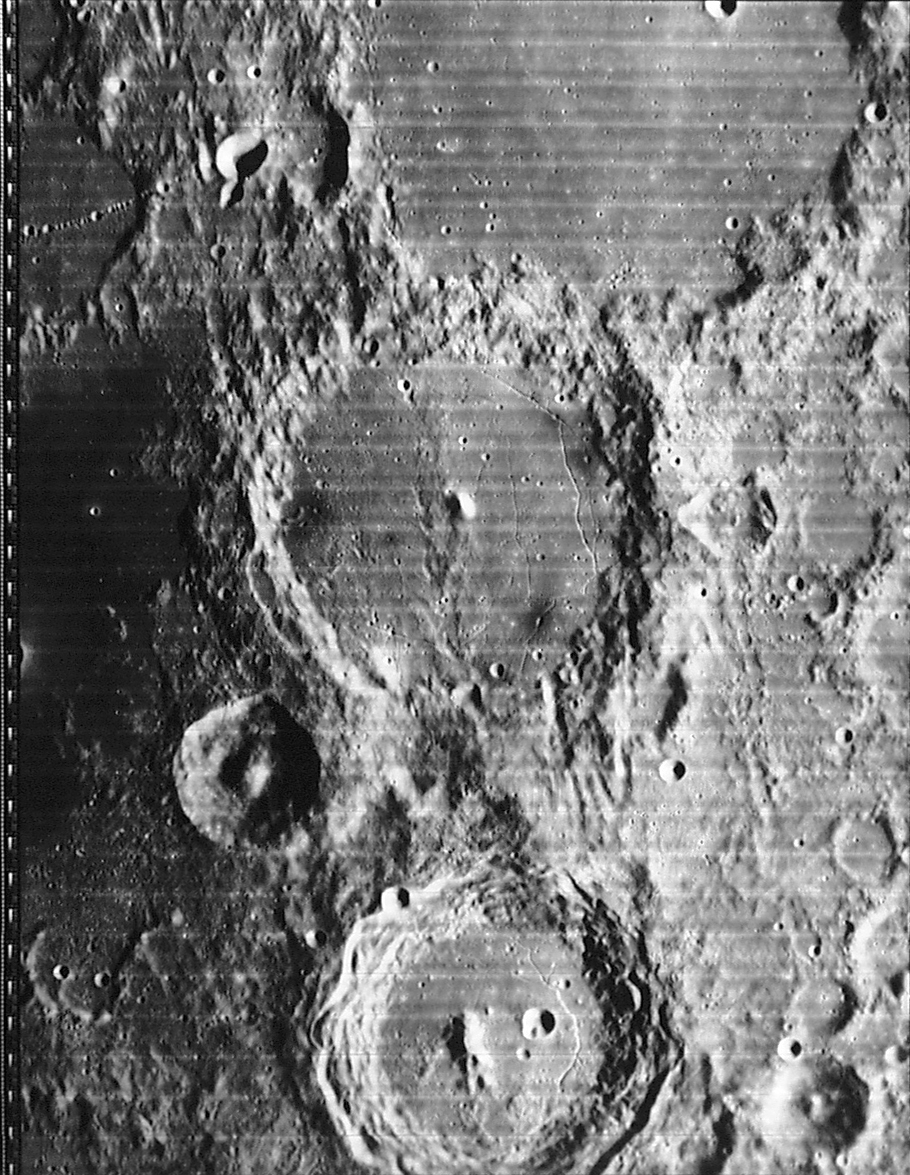
Kraters Ptolemaeus, Alphonsus en Arzachel. Afbeelding 108-H2 van Lunar Orbiter 4. (foto NASA)

De satellietkrater Ptolemaeus A is door de Internationale Astronomische Unie hernoemd als Ammonius, naar Ammonius Hermiae.

## Lyot

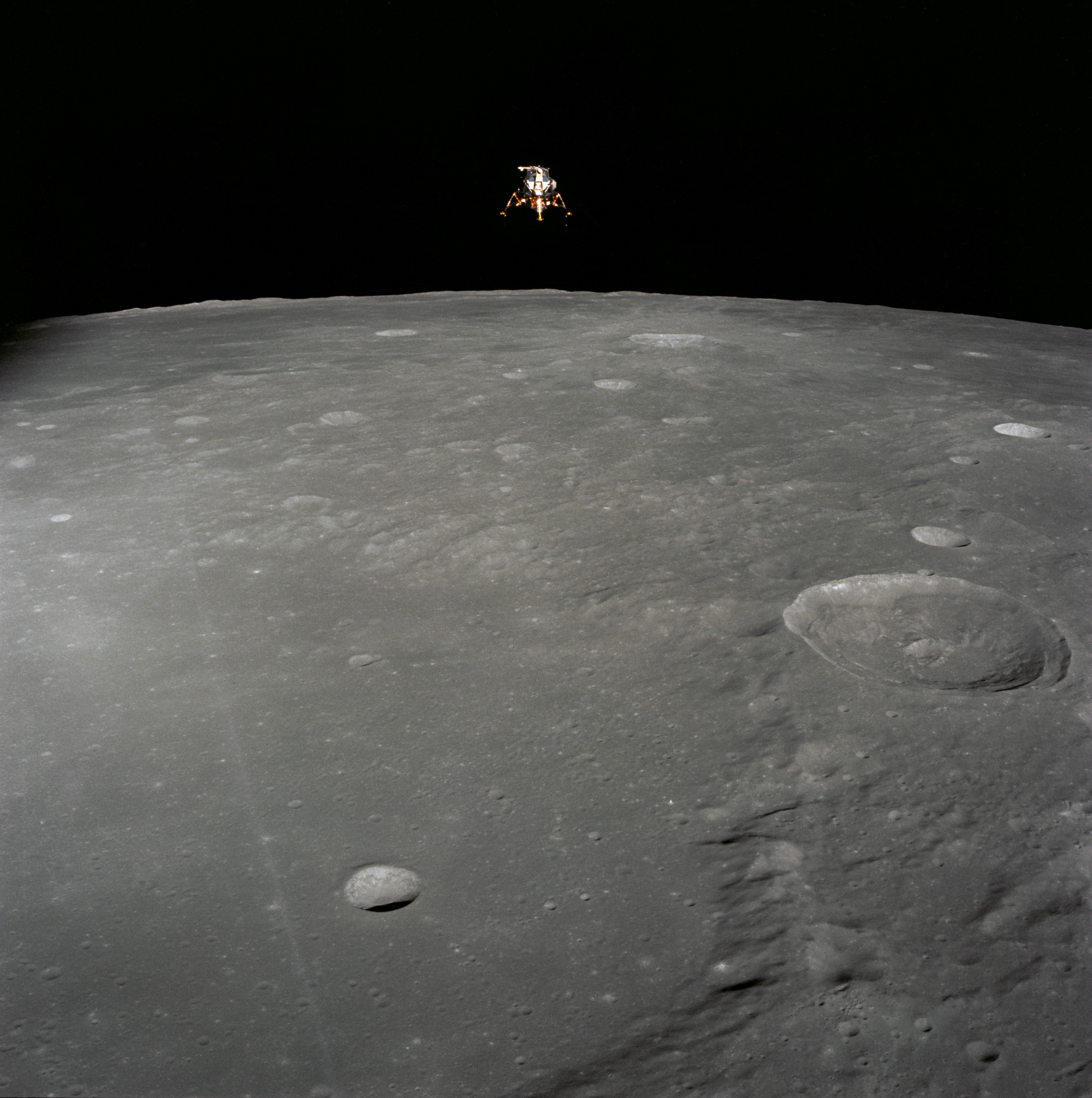
De krater Ammonius op de bodem van Ptolemaeus, Herschel ligt rechts. De maanlander van Apollo 12 is bovenaan zichtbaar. (foto NASA)

Ptolemaeus A, de opvallende komvormige krater op de vloer van Ptolemaeus, heet officieel Ammonius, maar kreeg eerder de benaming Lyot van de Welshe selenograaf Hugh Percy Wilkins (1896-1960) en de Britse amateur astronoom Patrick Moore. De naam Lyot werd door de IAU niet erkend, maar werd wel gegeven aan de gedeeltelijk overspoelde restanten van een grotere krater omstreeks Mare Australe aan de zuidoostelijke rand van de naar de Aarde toegekeerde kant van de Maan. In beide gevallen werden deze kraters (Ptolemaeus A en de grote krater omstreeks Mare Australe) vernoemd naar de Franse astronoom Bernard Ferdinand Lyot.

## Laserhoogtemeter Apollo 16
De laserhoogtemeter aan boord van het moederschip Casper van Apollo 16 (als onderdeel van de Scientific Instruments Module, SIM in de Service Module) heeft aangetoond dat het terrein net ten oosten van Ptolemaeus tot de hoogste, vergeleken met de gemiddelde maandiameter, op de voorzijde van de maan behoort .